# Classe Rochefortais
La Classe Rochefortais (ou classe Pertuisane) fut la troisième classe de contre-torpilleurs construite pour la Marine nationale française entre 1900 et 1903. Elle fut réalisée sur le chantier naval de Rochefort.
Les navires furent utilisés durant la Première Guerre mondiale. Ils portent les noms d'armes historiques de l'infanterie : Pertuisane, Escopette, Rapière et Flamberge.

## Conception
Conçus sur des plans de Augustin Normand, les quatre contre-torpilleurs sont une version améliorée de la classe Durandal.

## Service
- La Pertuisane sert d'abord en mer Méditerranée de 1902 à 1912 et est mies en réserve à Toulon de 1912-1913. En 1914 elle rejoint Cherbourg et sert en Manche. Elle est rayée des listes en 1923 et sert pour des expériences d'extinction d'incendie. Elle est vendue à Brest en 1928.
- L'Escopette sert d'escorte au Président de la République française lors de son voyage officiel en Angleterre du 2 au 11 juillet 1903. Puis elle est basée successivement à Brest, à Dunkerque et à Calais. En 1909, elle escorte Louis Blériot lors de sa traversée de la Manche. Entre 1915 et 1918, elle est basée à Cherbourg et Dunkerque où elle subira des dégâts lors de l'explosion d'une torpille dans un tube. Rayée en 1921, elle est détruite à Cherbourg en 1922.
- La Flamberge a d'abord servi dans l'Escadre du Nord (1903-1908) avant de rejoindre la flottille des Torpilleurs de la Manche à Cherbourg (1908-1910). Puis elle est basée à Brest jusqu'en 1914 où elle est mise en réserve pour changement des chaudières. En 1915, elle rejoint la Méditerranée et en 1918 sert dans la 10° Escadrille de contre-torpilleurs à Salonique. Rayée des listes en 1920, elle est détruite à Toulon en 1921.
- La Rapière sert d'abord dans l'Escadre de Méditerranée (1903-1904). Mis en réserve à Toulon en 1905, elle rejoint ensuite l'Escadre du Moyen-Orient (1905-1907) à Saïgon. Elle revient à Cherbourg et est stationnaire en Manche et mer du Nord en remplacement du Yatagan. En 1915, elle rejoint la Méditerranée et est basée à Bizerte. Rayée des listes en 1921, elle est détruite sur place en 1923.

## Les unités de la classe
| Nom        | N°    | Chantier naval       | Quille       | Lancement        | Mis en service | Fin de carrière          |
| ---------- | ----- | -------------------- | ------------ | ---------------- | -------------- | ------------------------ |
| Pertuisane | M8 P  | Arsenal de Rochefort | juin 1899    | 5 décembre 1900  | septembre 1902 | rayé le 16 mars 1923     |
| Escopette  | M9 E  | Arsenal de Rochefort | janvier 1900 | 20 décembre 1900 | janvier 1901   | rayé le 4 avril 1921     |
| Flamberge  | M10 F | Arsenal de Rochefort | juin 1899    | 28 octobre 1901  | juillet 1901   | rayé le 1er octobre 1920 |
| Rapière    | M11 R | Arsenal de Rochefort | janvier 1900 | 16 juillet 1901  | mai 1901       | rayé le 27 octobre 1921  |